# ミスター・スポック (小惑星)
ミスター・スポック (2309 Mr. Spock) は小惑星帯にある小惑星のひとつ。ジェームズ・ギブソンがアルゼンチンのエル・レオンシット国立公園にある Leoncito Astronomical Complex で発見した。
発見者の飼い猫に因んで名付けられた。彼はテレビドラマ『宇宙大作戦』に登場する宇宙船エンタープライズ号の副長兼科学士官であるスポックに似て「クールで、論理的で、知的で、そして珍しい形の耳を持っている」。このネーミングは論議を呼び起こした。国際天文学連合の2021年版命名ルールでは、ペットの名前を付けることを推奨していない。なお、ミュージシャンや他のポップカルチャー作品の登場人物と同様に、いくつかの小惑星がスタートレックシリーズ作品の登場人物から名付けられている。